# Matějov
Matějov (in tedesco Mategow) è un comune ceco situato nel distretto di Žďár nad Sázavou, nella regione di Vysočina.